# Muro Nacional Conmemorativo del Covid
El Muro Nacional Conmemorativo del Covid  (en inglés: National Covid Memorial Wall) es un mural público pintado por voluntarios para conmemorar a las víctimas de la pandemia de COVID-19 en Reino Unido. Extendiéndose más de un tercio de milla a lo largo de la orilla sur del río Támesis en Londres, frente al Palacio de Westminster, y justo afuera del Hospital St Thomas, el mural consta de miles de corazones rojos y rosados, con la intención de tienen un corazón por cada una de las aproximadamente 150.000 víctimas de COVID-19 en el Reino Unido (en el momento del comienzo del mural).
La intención era que cada corazón fuera "pintado a mano individualmente; absolutamente único, como los seres queridos que hemos perdido". El mural fue organizado por el grupo de campaña Covid-19 Bereaved Families for Justice, con la ayuda del grupo de campaña Led By Donkeys, y la pintura comenzó por primera vez en la semana que abarca finales de marzo de 2021.

## Futuro del mural
En la actualidad, el mural no se considera terminado, ya que la intención de los voluntarios es continuar agregando corazones para igualar el número de muertos por COVID-19 en el Reino Unido, que continúa creciendo. Se ha informado de planes sobre el uso de tecnología de escaneo digital para contar el número de corazones que hay actualmente en la pared.
Si bien el plan original para el mural no autorizado incluía una disposición para limpiar el área después de un período de tiempo, algunos activistas han argumentado que el mural debería permanecer indefinidamente como un monumento permanente. El primer ministro, Boris Johnson, había prometido previamente un monumento "apropiado y permanente" para aquellos que murieron por COVID-19 después de la conclusión de la pandemia.

## Reacciones
El 29 de marzo de 2021, el líder del Partido Laborista Keir Starmer visitó el mural, que describió como un "monumento notable", antes de pedirle a Boris Johnson que lo visitara personalmente y se relacionara con las familias de los fallecidos. Johnson más tarde visitó el muro para una "reflexión tranquila" sin reunirse con las familias en duelo, lo que un cofundador del grupo dijo que era "una visita nocturna al amparo de la oscuridad ... un movimiento cínico y poco sincero que es profundamente hiriente".